# Dishonored (seria)
Dishonored – seria przygodowych gier akcji stworzona przez Arkane Studios i wydawana przez firmę Bethesda Softworks.

## Gry z serii

### Dishonored(2012)
Królewski ochroniarz Corvo Attano zostaje wrobiony w zabójstwo cesarzowej Jessamine Kaldwin. Sprzymierza się z frakcją Lojalistów, grupą ruchu oporu walczącą o odzyskanie miasta Dunwall i z nadprzyrodzoną istotą nazwaną Odmieńcem, która daje mu magiczne moce, aby przywrócić córkę Kaldwina – Emily – na tron.

### Dishonored 2(2016)
Wiedźma Delilah Copperspoon twierdzi, że jest starszą przyrodnią siostrą Jessamine i następczynią tronu, w następstwie czego obala rządy Emily. Gracz który przejmujący kontrolę nad Corvo lub Emily, odwiedza Karnacę w poszukiwaniu wskazówek dotyczących źródła mocy Delilah i próbuje odzyskać tron Emily.

### Dishonored: Death of the Outsider(2017)
Gra stanowi samodzielne rozszerzenie do gry Dishonored 2 z serii. Fabuła gry dotyczy zabójczyni Billie Lurk poszukującej zabójcy Dauda, aby wyeliminować Odmieńca.

### Deathloop(2021)
Spin-off serii, którego czas akcji gry rozgrywa się w dalekiej przyszłości po wydarzeniach z Dishonored: Death of the Outsider. Gracz wciela się w postać o imieniu Colt – zabójcę uwięzionego w pętli czasowej, którego zadaniem jest zlikwidowanie ośmiu celów zwanych Wizjonerami przed wybiciem północy. Jeżeli choćby jeden z nich pozostanie w tym czasie przy życiu – pętla czasowa zostanie zresetowana, a włożony wysiłek wycofany.

## Fabuła
Akcja gier z serii Dishonored rozgrywa się w lokacjach fikcyjnego państwa o nazwie „Cesarstwo Wysp”. W przedstawionym świecie współistnieją ze sobą technologia i moce nadprzyrodzone. Główną lokację stanowią miasta Dunwall – stolica Cesarstwa, wykorzystująca olej z tłuszczu wieloryba jako główne źródło paliwa dla miasta oraz Karnaca, zasilanego energią wygenerowaną przez turbiny wiatrowe.
Zakończenia gier z serii zależą od wskaźnika chaosu gracza, który wyznaczany jest na podstawie liczby wyeliminowanych przez niego przeciwników.

## Rozgrywka
Dishonored stanowi serię przygodowych gier akcji z widokiem z perspektywy pierwszej osoby. Podczas rozgrywki gracz przemierza rozległe poziomy, by ukończyć zadania lub wyeliminować wskazane cele. Do jego dyspozycji zostaje oddana kontrola nad postacią, która posiada nadprzyrodzone moce umożliwiające eksplorację świata gry oraz walkę z przeciwnikami. By ulepszyć umiejętności swojego bohatera, gracz może zbierać runy rozmieszczone po lokacjach w grze.
Gra oddaje do dyspozycji możliwość swobodnego wykonywania misji np. gracz może ją wykonać skradając się, by uniknąć wykrycia i eliminować wroga bez powiadomienia innych przeciwników lub prowadzić bezpośrednie starcia przy użyciu broni oraz umiejętności postaci. Ponadto gry mogą zostać ukończone bez konieczności zabijania postaci niezależnych.